# Deák Ferenc Gimnázium (Szeged)
A Deák Ferenc Gimnázium (angol nevén Deák Ferenc Billingual High School) szegedi középiskola 1988-ban kezdte meg működését, s ezzel a város legfiatalabb középfokú oktatási intézménye. Alapításától kezdve fő profilja az idegennyelv-oktatás, valamint célja, hogy a lakótelepi környezetben működő iskola többfunkciós helyet biztosítson, így színháztermével összenyitható aulája számos kulturális eseménynek ad helyet. 1997 óta rendszeres részvevője a European Classes nevű nemzetközi, iskolák közötti angol nyelvű vitafórumnak, tagja a PUSCH („Iskolák: a jövő partnerei”) kezdeményezésnek, illetve 2008-tól a DSD programnak. Felsősokú továbbtanulási indexe 89-90%.
A gimnázium magyar–angol két tanítási nyelvű tagozatának keretein belül a diákok az emelt óraszámú angolórák mellett a matematika, biológia, földrajz és történelem (világ- és magyar történelmet egyaránt) tantárgyakat angol nyelven tanulják. Mindezen képzést a négy év alatt végig anyanyelvű tanárral való lektori óra egészíti ki, illetve a 11. évfolyamtól kezdve angol célnyelvi civilizáció. Az iskola szerteágazó külkapcsolatokkal rendelkezik, így a két tanítási nyelvű valamint a speciális angol tagozatán tanuló diákjainak lehetőségük van részt venni az az Amerikai Egyesült Államokbeli Brooks Schoollal folytatott csereprogramban; míg a speciális német nyelvi osztály tanulói számára nyitott a darmstadti Eleonorenschule intézménnyel való diákcsere.

## Története
A 80-as évek végén Szeged város vezetősége felismerte azt a változó tendenciát, hogy az egyes korosztályok egyre nagyobb százalékának kell gimnáziumi képzést biztosítani. Ennek a szellemében 1985-ben Szeged Megyei Városi Tanács végrehajtó bizottsága határozatában rendelkezett egy új középiskolai oktatási intézmény építtetéséről az Agyagos utca és a József Attila sugárút által közrefogott csaknem két hektáros (10 9014 négyzetméter) területen,) amelynek megtervezésére Novák Istvánt, a CSOMITERV főépítészét bízták meg, aki egy többfunkciós, többcélúan hasznosítható 24 tantermes iskolát vetett papírra, amely 800–1000 tanuló befogadására képes. Az 1988. augusztus 1-jén lezajlott műszaki átadást követően az iskola pedagógusi kara megkezdte a beköltözést az épületbe. 
Az iskola névadójára három lehetséges alternatívát kínáltak fel az iskola tantestületének:
- Klebelsberg Kuno, aki 1920-tól Szeged városának országgyűlési képviselője, s művelődéspolitikus, vallás- és közoktatásügyi miniszter
- Károlyi Mihály, az első Magyar Köztársaság miniszterelnöke, majd köztársasági elnöke
- Deák Ferenc, a „haza bölcse”, a Kiegyezés előremozdítója.

Gróf Klebelsberg Kuno a kiejtés miatt kikerült a választásból, majd döntetlen állás alakult ki a másik két alternatíva között. A helyzetet megoldandó dr. Kovács László, az iskola első igazgatója (1987–1992) kijelentette, hogy az ő szavazata kettőt ér, így a Deák Ferenc Gimnázium forma került ki győztesül. A döntést a város önkormányzata nem akarta elfogadni, így az igazgató Czibere Tiborhoz, a Magyar Népköztársaság oktatás- és művelődésügyi miniszteréhez fordult orvoslásért, s ezt követően lett ez az iskola végleges neve.
Lévén az idegen nyelvű képzést tekintette az iskola a fő irányvonalnak, az intézmény felavatására az Amerikai Egyesült Államok akkori nagykövetét, Mark Palmert kérték fel. A megnyitás évében az iskola heti kapcsolatban állt a budapesti Amerikai Nagykövetséggel, s ezen amerikai kapcsolat eredményeképpen 1989-ben az iskola vendégül látta Frank Presst, az USA Tudományos Akadémiái Egyesített Bizottságának Elnökét, aki ugyanekkor a NASA tiszteletbeli elnöki posztját is betöltötte; ezenfelül ugyanebben az évben indult az iskola amerikai diákcsereprogramja, a Massachusetts állambeli Brooks Schoollal. A gimnázium később is megőrizte jó kapcsolatát a külüggyel, így az akkori budapesti német nagykövet látogatásakor ingyen vízumot biztosított minden tanulónak az akkori Nyugat-Németországba.
Az első igazgató, dr. Kovács László fő feladatának az iskola felszerelését, s tanárokkal-diákokkal való „feltöltését” tekintette. Igazgatósága alatt 64 televízióval, két teremnyi számítógéppel, egy berendezett videóstúdióval s 42 komplett sífelszereléssel lett gazdagabb a gimnázium. Angoltanárokat a Ságvári Gimnáziumból hívott, a diákokat pedig a Tömörkény István Gimnázium, a Radnóti Miklós Kísérleti Gimnázium valamint szintén a Ságvári Gimnázium tanulói tették ki, akik még a befogadó intézetekben kezdték meg középiskolai tanulmányaikat, de a második tanévüket már az új intézményben folytathatták. Ennek megfelelően az első két magyar–angol két tanítású nyelvű osztály az első évet a Radnótiban töltötte, de már a Deák Ferenc Gimnázium alakuló tanári karának égisze alatt. A kezdeti időkben a diakoknak az angol mellett csupán négy idegen nyelvet volt lehetőségük tanulni, az olaszt, a spanyolt s a németet; mígnem  1989-re elérhetővé vált a francia nyelv is. 1991-től indult a hatosztályos gimnáziumi képzés, amelyre az intézmény fokozatosan egyre nagyobb hangsúlyt fektetett; valamint az évtized közepétől bővült a tagozatok palettája a humán és speciális nyelvi tagozatokkal.
Dr. Kovács József igazgató a legnagyobb hangsúlyt a hatosztályos gimnáziumi képzés folytatására helyezte. Bővült az iskola tagozatainak listája, megjelentek a speciális nyelvi osztályok. Igazgatósága alatt a gimnázium országosan jegyzett iskola volt, a maga 13. helyével a középiskolák országos rangsorában, de később is megtartotta a legjobb 40 közötti helyét; ezenfelül a Soros Alapítvány anyagi támogatásával 1993-ban berendezte az első számítógépes termet, s 1995-ben korszerű számítógép-hálózattal látott el egy újabb szaktantermet. 1994-ben dr. Müller József igazgatóhelyettes ténykedése nyomán létrejött a gimnázium darmstadti kapcsolata, amelynek kialakításáért a német város vezetősége az évente adományozott Freundschaft in Frieden und Freiheit (Barátság békében és szabadságban) plakettel tüntette ki.
Dr. Révész Mihály 1996-os igazgatóvá való megválasztását követően 2001-es távozásáig az iskola külső menedzseléséért, a belső alkotói szabadság erősítéséért, illetve a pedagógiai program megerősítéséért tevékenykedett. Igazgatóságának első évében indult be a nyári angol nyelvű tábor, Arden Campbell lektor vezetésével. Az amerikai pedagógus 1991-ben, az Educational Services International szervezésében került a gimnáziumba, s az éveken át való, az iskoláért tett szolgálataiért dr. Müller József az „iskola alapítói” között említ meg.  Ugyanebben az évben egészült ki az iskola tengerentúli partnerlistája a virginiai Covenant Schoollal.
Az 1998/99-es tanévben jött létre az informatikai szakirány, valamint egy új speciális nyelvi szak, a német, amelyet 2001-ben követett a speciális spanyol, 2004-ben pedig a média szak. 2008-ban ünnepelte az iskola fönnállásának huszadik évfordulóját, aminek alkalmával egyhetes ünnepség- és rendezvénysorozatot rendeztek a gimnáziumban.

### Az épület
Novák István, a többfunkciós iskola megalkotásának jegyében tágas, jól megvilágított terekkel látta el az iskolát, egy olyan környezetet kialakítandó, ahol a diákok a tanítás utáni idejüket is tölthetik. Ennek jegyében született az aula, mely – a színházteremmel egybenyitva – az egész „iskola” befogadására képes, a három részre osztható sportcsarnok, a 20 000 példánnyal rendelkező könyvtár (elkülönített újságolvasó sarokkal), a tágas büfé, s a kor technikájának megfelelő stúdió. Dr. Kovács László, későbbi kezdő igazgató módosította az eredeti terveket: az aulát és a színháztermet elválasztó falat mobilizálta, a tornacsarnokot átrendezte aképp, hogy tenisz- és röplabdahálókat lehessen fölállítani rajta valamint az öltözőszekrények elrendezését is ő alakította ki. Mindezek mellett az eredeti tervekben szerepel még egy 25 méteres úszómedence is, ahol az iskola helybeni úszóoktatását és versenyeket szándékoztak lebonyolítani. Az épület belseje az 1985-ben Munkácsy Mihály-díjat kapott Szekeres Mihály belsőépítész munkája, míg az iskola bejárata fölött Borsos Miklós munkája látható. A szerkezet maga egy vasbeton váz, mely 4-5 féle panelelemmel vétetett körül, lévén az akkori vezetés betonpanelüzemből rendelte meg az elemeket.

### Igazgatók
|    | Igazgató          | Évek                        |
| -- | ----------------- | --------------------------- |
| 1. | Dr. Kovács László | 1988–1993                   |
| 2. | Kirsch Attila     | 1993 (megbízott)            |
| 3. | Dr. Kovács József | 1993–1996                   |
| 4. | Dr. Révész Mihály | 1996–2001                   |
| 5. | Kis Gábor         | 2001–2016                   |
| 6. | Faragó Klára      | 2016–2017 (megbízott) 2017– |

## Programok

### Magyar-angol tanítási nyelvű tagozat
| Tagozatkód  | 01   |
| Képzési idő | 4 év |

Az iskola indulásától kezdve meglévő – Magyarországon az elsők közt megalakuló – magyar-angol tanítási nyelvű (két tanítási nyelvű) osztályában a diákok négyéves képzésük alatt végig emelt óraszámban tanulják az angol nyelvet; a nyelv szóbeli gyakorlására, s a társalgási készség erősítésére pedig kötelező jellegű lektori órák állnak lehetőségükre, melyeken brit vagy amerikai anyanyelvű beszélők tartanak. Öt tantárgy oktatása folyik kizárólag angol nyelven:
- matematika, történelem (9-12. évfolyam)
- földrajz (9., s 10. évfolyam)
- biológia (10-12. évfolyam)
- angol célnyelvi civilizáció (11-12. évfolyam)

A regionális beiskolázás során a kéttannyelvű osztályba való felvételi a központi felvételi mellett kiegészül egy angol nyelvű elbeszélgetéssel. Eleni Tsakopoulos Kounalakis, az Amerikai Egyesült Államok budapesti nagykövete 2010. november 12-ei látogatása alkalmával kiemelte a képzésben részt vevő diákok nyelvi folyékonyságát.
A magyar–angol tanítási nyelvű (valamint a speciális angol) tagozat tanulóinak van lehetőségük jelentkezni az 1989-ben indult, Brooks Schoollal való csereprogramra, melynek keretében átlagosan négy magyar diák jut ki a Massachusetts államban található North Andover melletti magániskolába. A közel féléves kint tartózkodást követően a programban részt vett tanulóknak kell elszállásolniuk a hozzájuk érkező amerikai diákokat. Szintén a fent nevezett két osztály számára nyitott a European Classes nevű angol vitafórum, melyen 1994 óta vesz részt az intézmény. Ennek keretében a németországi Oberwesel városában, annak Schönburg nevű várában a diákok az Európai Parlament mintájára vitatják meg a kontinens gazdasági, s politikai problémáit, nehézségeit, valamint megismerik egymás kultúráját (román, dán, s német iskolák rendszeres résztvevői a programsorozatnak).

### Speciális német tagozat
| Tagozatkód  | 05   |
| Képzési idő | 4 év |

A német DSD (Deutsches Sprachdiplom) programnak megfelelő speciális német képzés végén a diákok nyelvtudásáról szóló diplomát maga a Német Szövetségi Köztársaság állítja ki, mely segítségével külön nyelvi felvételi vizsgát német egyetemekre jelentkezvén nem kell tenniük. A képzés célja, hogy a nem német iskolák német tagozatos évfolyamainak olyan nyelvi hátteret biztosítson, mellyel segíti a német nyelvterületen való munkavállalást, s továbbtanulást. Mindemellett, a négy év során a német nyelvet emelt óraszámban tanulják, valamint német anyanyelvi lektor segít a nyelv szóbeli gyakorlásában, a nyelvi fejlődésben.

### Labdarúgó akadémia
| Tagozatkód  | 10   |
| Képzési idő | 4 év |

A Labdarúgó akadémia speciális osztálya a közoktatási típusú sportiskolai kerettanterv alapján azon okból jött létre, hogy a labdarúgás iránt elkötelezett fiatalok a sportban való elmélyülés mellett felkészüljenek felsőfokú tanulmányaikra is egyaránt A program elindítása 2007 tavaszán merült föl, annak ellenére, hogy már korábban is voltak ilyen irányú elképzelések, míg végül 2008 szeptemberében indult el az első labdarúgós osztály. Még ugyanebben az évben szerezték meg a Szeged város legjobb válogatottja, a Csongrád megye legjobb válogatottja címeket, valamint az Országos Diákolimpia Elődöntőjében II. helyezést értek el. A regionális beiskolázás során a központi írásbeli vizsgák mellett az iskola gyakorlati alkalmassági vizsga elé állítják a jelentkezőket, mely egy négyütemű szabadgyakorlatból, súlypontemelésből, álló rajttal való harminc méteres futásból, egy COOPER-tesztből, valamint a labdarúgás mozgásanyagából való általános alkalmassági részből áll. A felvett tanulók sportszakmai képzésének szinten tartása miatt a Deák Ferenc Gimnázium
szoros együttműködést hívott életre a Tisza Volán SC utánpótlás szakosztályával, valamint a
KÉSZ Labdarúgó Akadémia Alapítvánnyal.

### Mozgóképkultúra és médiaismeret tagozat
| Tagozatkód  | 09   |
| Képzési idő | 4 év |

A Deák Ferenc Gimnázium deklarált célja a mozgóképkultúra és médiaismeret tagozatával, hogy olyan képesítést adjon az erre szakosodott diákoknak, melynek segítségével képesek lesznek kritikus szemmel kezelni a kor információáramát. Az egységes felvételi vizsgák mellett a felvételizőknek részt kell venniük egy szóbeli elbeszélgetésen. Ennek során az iskola által megadott klasszikus filmek listájából választott öt, valamint két szabadon választott filmből kell felkészülnie, melyekről mind történeti, mind filmtechnikai szempontból be kell számolnia; illetve egy médiatörténeti-aktuálmédiai beszélgetés alkotja a felvételi procedúrát. A képzésben részt vevő diákok közül az országos középiskolai tanulmányi versenyen a 2004/2005-ös és a 2009/2010-es tanévek által bezárt intervallumban minden évben a legjobb 9 közé kerültek pályamunkáik.

### Egyéb tagozatok
|                                  | Tagozatkód |
| -------------------------------- | ---------- |
| Nemzetközi tanulmányok           | 02         |
| Nemzetközi kapcsolatok, gazdaság | 03         |
| Speciális angol                  | 04         |
| Általános                        | 07         |
| Speciális spanyol                | 08         |

## Eredmények
A Deák Ferenc Gimnázium hagyományosan az ország 100 legjobb középiskolája között van, 2012-ben az országos rangsor 92. helyét szerezte meg; továbbtanulási indexe 89-90%-on áll. A magyar-angol két tanítási nyelvű osztályok diákjai végzős évükre 90-95 százalékban tesznek „C” típusú, felsőfokú állami nyelvvizsgát angol nyelvből, sőt ugyanez a szám az iskola egészére vonatkoztatva eléri a 67%-ot. Más nyelvek tekintetében, az osztályok tanulóinak 70-80%-a rendelkezik egy vagy két nyelvvizsgával utolsó évére.
| Matematika               | 65,90 | 3,88 | 82,00 | 5,00 |
| Magyar nyelv és irodalom | 75,63 | 4,39 | 52,87 | 3,94 |
| Történelem               | 66,91 | 3,97 | 60,12 | 4,12 |
| Angol nyelv              | 84,37 | 4,74 | 81,67 | 4,90 |
| Német nyelv              | 76,03 | 4,17 | 80,00 | 5,00 |
| Biológia                 | 74,00 | 4,33 | 61,60 | 4,60 |
| Fizika                   | 59,22 | 3,56 | -     | -    |
| Kémia                    | 78,40 | 4,40 | 82,33 | 5,00 |
| Informatika              | 67,93 | 4,04 | -     | -    |
| Földrajz                 | 77,79 | 4,64 | 65,00 | 5,00 |

| Matematika               | 63,55 | 3,71 | 71,00 | 5,00 |
| Magyar nyelv és irodalom | 74,45 | 4,31 | 57,17 | 3,83 |
| Történelem               | 72,88 | 4,26 | 63,14 | 4,57 |
| Angol nyelv              | 81,86 | 4,64 | 77,28 | 4,97 |
| Német nyelv              | 88,56 | 4,92 | 93,33 | 5,00 |
| Biológia                 | 70,12 | 4,03 | 60,36 | 4,18 |
| Fizika                   | 73,33 | 4,33 | 77,00 | 5,00 |
| Kémia                    | 71,86 | 4,00 | 73,00 | 5,00 |
| Informatika              | 73,00 | 4,21 | -     | -    |
| Földrajz                 | 82,50 | 4,83 | -     | -    |

| \| 2008/2009. \| 28 \| 3 \| \| 2009/2010. \| 22 \| 3 \| |                    |                 |
| A lemorzsolódás és évismétlés adatai                    |                    |                 |
| Év                                                      | Lemorzsolódás (fő) | Évismétlés (fő) |
| 2008/2009.                                              | 28                 | 3               |
| 2009/2010.                                              | 22                 | 3               |

## Partnerkapcsolatok

### Csereprogramok
Azon iskolák listája, melyekkel a Deák Ferenc Gimnázium csereprogramot folytat vagy látogatásokkal erősíti nemzetközi kapcsolatrendszerét:
| Iskola neve               | Helye                     |
| ------------------------- | ------------------------- |
| Brooks School             | USA, North Andover        |
| Eleonorenschule Darmstadt | Németország, Darmstadt    |
| Tamási Áron Gimnázium     | Románia, Székelyudvarhely |
| Covenant School           | USA, Charlotteville       |
| Gummersbach               | Németország               |

### Egyéb kapcsolatok
| Szerv                                                | Helye             |
| ---------------------------------------------------- | ----------------- |
| Fullbright Alapítvány                                | USA               |
| Educational Services International                   | USA, Kalifornia   |
| British Council                                      | Anglia            |
| Goethe Intézet, Budapest                             | Magyarország      |
| Az Amerikai Egyesült Államok budapesti nagykövetsége | USA, Magyarország |

## Deákélet

### Hagyományok

#### Deák Olimpia
Deák Olimpia (vagy Deák Olympia) néven kerül megrendezésre minden évben az évfolyamok közötti tanulmányi verseny az iskolában oktatott valamennyi tantárgyból, de a versenyszámok között szerepel az alkotói vagy az esszéíró pályázat is. Ugyanennek a keretében valósulnak meg a tanulók igényeihez idomuló sportvetélkedők. Az elődöntőket és döntőket követően tavasszal, egy tanítás nélküli napon kerül sor az eredményhirdetésekre. Magán a Deák Olimpia napján előadások, filmvetítések, teaház, vetélkedők (mint például tanár-diák sakkverseny, póker), különböző foglalkozások és kiállítások alakíttatnak ki az iskola termeiben a versenyeredmények kihirdetése előtt. Az egész rendezvény célja a pozitív iskolai szellemiség gyarapítása.

#### Szalagtűző ünnepély és szalagavató bál
A ballagás előtt álló, végzős diákoknak a tizenegyedik évfolyam diákjai tűznek fel egy-egy kék szalagot, melynek egy karján az iskolakezdés éve, a másikon a ballagásé szerepel, a szalag kitűzőjén pedig az iskola címere. Magán az ünnepélyen az iskola igazgatója, az elballagók, s az ottmaradottak szónoklata hangzik el, melyek között különböző zenés betéteket biztosítanak az iskola tanulói.
A szalagtűzőt követő, az aulában megrendezett szalagavató bálra a diákság angol- és bécsi keringőkkel készül, minden osztály bemutat egy maguk által választott stílusú osztálytáncot, illetve sor kerül egy – a diákok által való korábbi felkéréseknek megfelelő – tanár-diák táncra, mely rendszerint szintén angolkeringő. Különlegesség a szalagavató bálon egy új kezdeményezés, miszerint a táncok alatt ne gépzene szóljon, így az ún. Deák Big Band szolgáltat élőzenét. A táncok végeztével az igazgató pohárköszöntőt mond az aula lépcsejéről, melyet követően a felsorakozott diákok koccintanak egymással, s tanáraikkal. A vacsora szintén az iskolában rendeztetik meg, a diákok és vendégeik az iskola termeiben kialakított asztaloknál foglalnak helyet, míg a színházterem diszkóként funkcionál. A bálat végül az ún. Afterparty zárja.

#### Megyei Deák Fordítóverseny
A Deák Ferenc Gimnázium 1997 óta szervezi meg fordítóversenyét, minden év októberének első csütörtökén, melyet az iskola második idegen nyelvi munkaközösségének akkori vezetője, Sóti Ildikó hívott életre. A verseny részét germán nyelvek (angol, német), s újlatin nyelvek (francia, olasz) egyaránt képzik, melyekről fordítandó különböző stílusú – mint például publicisztikai vagy irodalmi – és témájú szövegekkel kell megbirkózniuk a diákoknak.

#### Gólyahét és gólyabál
A gólyabálra minden év novemberében, az őszi szünet után kerül sor, melyen az újonnan érkezett elsősöket hivatalosan is a Deák Ferenc Gimnázium diákjává avatják. Mindezt előzi meg a gólyahét, amely során minden nap más és más kreatív, vicces feladatokat kell teljesítenie az új évfolyamnak.
Az osztályok tagjai közötti kohézió kialakulásának erősítésére a bálon minden évben elő kell adniuk egy szabadon választott stílusú és koreográfiájú osztálytáncot. A bál a gólyák köszöntésével kezdődik, illetve a zsűri bemutatásával, akik az ezt követő osztálytáncokat, s a különböző ügyességi versenyeket pontozzák. A táncokat követi a gólyaeskü, mely alatt összesítik az eredményeket.  A győztes osztályának nyeri el a kupát, s ezzel kivívván maguknak a jogot, hogy a következő évben ők szervezhessék meg az eseményt. A bálat a színházteremben tartott diszkó, valamint az ebédlő termében megrendezett iskolazenekarok koncertje zárja.

#### Végzős diákok búcsúztatása
Az iskola életében kiemelkedő alkalom a negyedikes diákjaikat búcsúztató osztályfőnökök és tanárok műsora. Ennek keretében a pedagógusok egyéni, s közös, énekes, s szöveges produkciókat adnak elő volt diákjaiknak az iskola színháztermében.

#### Karácsonyi Est
A Deák Ferenc Gimnázium színháztermében, az egész iskola színe előtt 1992 óta megrendezésre kerülő Karácsonyi Estre mind a diákság, mind a tanári kar képviselői készülnek egyéni, illetve közös műsoraikkal. Az iskola indulása óta évről évre lebonyolított alkalom az iskola legmeghittebb estjei közé tartozik, melyet az aulában kialakított süteményes állófogadás követ.

#### Deák koszorúzás
Az iskola névadójáról megemlékezendő minden év október 7-én, Deák Ferenc születésének évfordulóján az iskola kilencedikes diákjai koszorút helyeznek el az államférfi Széchenyi téri szobrának talapzatán; ezen túl a Fogadalmi templom előtti Dóm téren kialakított Nemzeti Emlékcsarnokban (Pantheonban) szintén koszorúval róják le kegyeletüket Deák halálára emlékezve.

#### Gólyanap
A Deák Ferenc Gimnázium pedagógiai programjában kiemelt szerepet szán a közösségi életre való nevelésnek, melynek megfelelően az új évfolyamok osztályközösségeinek kialakulását elősegítendő kerül megrendezésre az ópusztaszeri Nemzeti Történeti Emlékparkban a gólyanap, mely során sportés egyéb csapatversenyek sorozatán kell az osztályoknak helytállniuk.

### Diákkörök

#### iDeák
Az iskola havilapja, az iDeák
2010 áprilisában indult újra szakkörként, bár már az 1990-es évektől kezdve jelen volt az iskola mindennapjaiban, Novotny Katalin és Gáspár Róbert pedagógusok és az iskola diákjainak szerkesztésében. Az 1997-tel kezdődő, s 1999-cel bezáruló időszakban folyamatosan csökkent a lap olvasottsága, így online formátumra tért át a szerkesztőség, miután az iskola nem vállalta tovább a fénymásolás költségeit. Végül 2008-ban szűnt meg ideiglenesen az újság egészen a 2010-es újjászületéséig.

#### Deák Big Band
A Deák Big band-et 2009 októberében alapította meg az iskola zenetanára, Kiszin Miklós az iskola akkori, s öregdiákjaiból, de más stílusú, különböző iskolai zenekarok már 1992 óta működnek. A négy harsona, négy trombita, öt szaxofon, egy zongora, egy dob, egy bőgő és egy gitár alkotta együttest emberhiánya miatt végül a szegedi Fricsay Ferenc Fúvószenekar segítette ki fúvósokkal. Az együttes 2010. február 13-án lépett fel először az iskola szalagavató bálján, s azóta szolgáltat élőzenét a gépzenét helyettesítendő.
Az együttes tagjai 2011-ben:
- Benkő Erika – billentyű
- Buckó Ákos – gitár
- Flach István – trombita
- Gingl Zoltán – dob
- Hegedűs Dániel – szoprán és tenorszaxofon
- Marjanucz Lilla – tenorszaxofon
- Martinovits Eszter – altszaxofon
- Martonosi Sándor – harsona
- Mayer Bettina – ének
- Ménesi Rudolf – dob
- Préda-Kovács Zsolt - tenorszaxofon
- Prokes Zoltán – trombita
- Rácz László – tenor- és baritonszaxofon
- Rácz Márkó – harsona
- Rébeli-Szabó Gyula – trombita
- Sipos Béla – harsona
- Szentgallay György – basszusgitár/bőgő
- Tapodi Emil – harsona

Az együttes 2014-ben a XIV. Budapesti Big Band Találkozó és Fesztiválon "C" kategóriában ezüst minősítést, 2015-ben 2015-ben a XV. Budapesti Big Band Találkozó és Fesztiválon "B" kategóriában ezüst minősítést, 2016-ban a XVI. Budapesti Big Band Találkozó és Fesztiválon "B" kategóriában ezüst minősítést ért el.

#### Iskolai Sportkör
A sportkör célja, hogy minden tanulónak mozgáslehetőséget biztosítson, így az iskola Szervezeti és Működési Szabályzata (2009) kijelenti, hogy az Iskolai Sportkörnek (ISK) a gimnáziummal tanulóviszonyban lévő valamennyi diák automatikusan a tagja. Elnökét 2 évre választja a mindenkori igazgató – az iskola nevelői testületének előterjesztésének alapján –, s szintén ő felel a működéshez szükséges feltételek megteremtéséért.  Az ISK minden évben önköltséges megvalósítással sítábort szervez, mindennapos testnevelés biztosít délután kettőtől négy óráig, valamint lehetőséget ad versenyszerűen sportolni a kis- és nagypályás labdarúgás, fiú-, s lány kézilabda, fiú röplabda és kosárlabda csapatokban.

## Alapítványok

### Deák Alapítvány
1991-ben alakult meg a Deák Gimnáziumért alapítvány azzal a céllal, hogy a Deák Ferenc Gimnázium tanulói között felismerje a tehetséges diákokat, pénzügyileg támogassa a külföldi tanulmányokat és sportversenyeket, segítse a hátrányos helyzetű tanulókat valamint, hogy részt vegyen a gimnázium jótékonysági rendezvényeinek szervezési munkálataiban. 2002 óta rendezte meg az ún. Deák Alapítványi Estet a magyar kultúra napján, melyen az iskola diákjai, tanárai, s azok szülei mutatkozhatnak be. Az alapítvány negyedévente ülésezett az iskolában, s héttagú kuratóriuma döntött a személyi jövedelemadó 1%-ából, illetve az adományokból származó pénzekre érkező pályázatok elbírálásáról.

### Deák Gimnáziumért Közhasznú Alapítvány
A Deák Alapítvány megszűnésével a Deák Gimnáziumért Közhasznú Alapítvány vette át az előző feladatkörét, s rendezi meg évente továbbra is a Deák Alapítványi Estet, melyen támogatói jegy vásárlásával lehet adakozni az alapítvány kasszájába.

### A felsorolt intézmények honlapjai
1. ↑  A Brooks School honlapja (angol nyelven). [2012. november 3-i dátummal az eredetiből archiválva]. (Hozzáférés: 2011. február 19.)
2. ↑  Az Eleonorenschule Darmstadt honlapja (német nyelven). [2011. július 19-i dátummal az eredetiből archiválva]. (Hozzáférés: 2011. február 19.)
3. ↑  A Tamási Áron Gimnázium honlapja (magyar nyelven). (Hozzáférés: 2011. február 19.)
4. ↑  A Covenant School honlapja (angol nyelven). (Hozzáférés: 2011. február 19.)
5. ↑  / Gummersbach város honlapja (német nyelven). (Hozzáférés: 2011. február 19.)
6. ↑  A Magyar-Amerikai Fulbright Bizottság honlapja (angol nyelven). [2011. február 25-i dátummal az eredetiből archiválva]. (Hozzáférés: 2011. február 21.)
7. ↑  Az Educational Services International honlapja (angol nyelven). [2011. május 9-i dátummal az eredetiből archiválva]. (Hozzáférés: 2011. február 21.)
8. ↑  Az Educational Services International honlapja (angol nyelven). (Hozzáférés: 2011. február 21.)
9. ↑  A budapesti Goethe Intézet honlapja (magyar nyelven). (Hozzáférés: 2011. február 21.)
10. ↑  Az Amerikai Egyesült Államok budapesti nagykövetségének honlapja (magyar nyelven). [2011. június 10-i dátummal az eredetiből archiválva]. (Hozzáférés: 2011. február 21.)